# Channel One Cup 2015
Channel One Cup 2015 (nebo Pohár prvního programu) byl turnaj v rámci série Euro Hockey Tour 2015/2016, který probíhal od 17. do 20. prosince 2015. Zápas mezi českou a finskou hokejovou reprezentací proběhl v O2 areně v Praze, ostatní zápasy turnaje proběhly ve VTB Ice Palace v ruské Moskvě. Obhájcem prvenství z předchozího ročníku byla domácí Ruská hokejová reprezentace, která na turnaji skončila na posledním místě. Z vítězství na turnaji se radovali čeští hokejisté, kteří na turnaji triumfovali po dvou letech a celkově v historii turnaje popáté.

## Zápasy
| 17. prosince 2015 17:00 SEČ | Rusko | 1 : 4 (0:0, 1:3, 0:1) | Švédsko | VTB Ice Palace, Moskva Návštěvnost: 12 194 |  |

| Zpráva              |                     |                     |                                                                                |                                                                       |
| Ilja Sorokin        | Ilja Sorokin        | Brankáři            | Viktor Fasth                                                                   | Rozhodčí: Robin Šír Pavel Hodek Čároví: Dmitrij Sivov Sergej Šeljanin |
| Maxim Čudinov 21:04 | Maxim Čudinov 21:04 | 1:0 1:1 1:2 1:3 1:4 | 26:57 André Petersson 29:33 Jonas Ahnelöv 33:15 John Norman 59:36 Oscar Möller | Rozhodčí: Robin Šír Pavel Hodek Čároví: Dmitrij Sivov Sergej Šeljanin |
| 22 min              | 22 min              | Tresty              | 20 min                                                                         | Rozhodčí: Robin Šír Pavel Hodek Čároví: Dmitrij Sivov Sergej Šeljanin |
| 31                  | 31                  | Střely              | 24                                                                             | Rozhodčí: Robin Šír Pavel Hodek Čároví: Dmitrij Sivov Sergej Šeljanin |

| 17. prosince 2015 18:30 SEČ | Česko | 0 : 3 (0:0, 0:1, 0:2) | Finsko | O2 arena, Praha Návštěvnost: 16 257 |  |

| Zpráva        |               |             |                                                             |                                                                           |
| Dominik Furch | Dominik Furch | Brankáři    | Harri Säteri                                                | Rozhodčí: Tobias Björk Linus Öhlund Čároví: Rudolf Tošenovjan Vít Lederer |
|               |               | 0:1 0:2 0:3 | 32:46 Olli Palola 42:04 Markus Nutivaara 57:27 Jonas Enlund | Rozhodčí: Tobias Björk Linus Öhlund Čároví: Rudolf Tošenovjan Vít Lederer |
| 6 min         | 6 min         | Tresty      | 2 min                                                       | Rozhodčí: Tobias Björk Linus Öhlund Čároví: Rudolf Tošenovjan Vít Lederer |
| 28            | 28            | Střely      | 20                                                          | Rozhodčí: Tobias Björk Linus Öhlund Čároví: Rudolf Tošenovjan Vít Lederer |

| 19. prosince 2015 12:00 SEČ | Finsko | 1 : 8 (0:4, 1:3, 0:1) | Rusko | VTB Ice Palace, Moskva Návštěvnost: 12 034 |  |

| Zpráva                                   |                                          |                                     | |                                                                       |
| Jussi Rynnäs (od 7. minuty Harri Säteri) | Jussi Rynnäs (od 7. minuty Harri Säteri) | Brankáři                            | Vasilij Košečkin | Rozhodčí: Robin Šír Pavel Hodek Čároví: Dmitrij Sivov Sergej Šeljanin |
| Antti Pihlström 34:34                    | Antti Pihlström 34:34                    | 0:1 0:2 0:3 0:4 0:5 1:5 1:6 1:7 1:8 | 01:26 Danis Zaripov 01:47 Daniil Apalkov 06:23 Alexandr Radulov 12:46 Alexandr Radulov 29:21 Maxim Čudinov 36:17 Ilja Kovalčuk 39:12 Ilja Kovalčuk 55:05 Danis Zaripov | Rozhodčí: Robin Šír Pavel Hodek Čároví: Dmitrij Sivov Sergej Šeljanin |
| 2 min                                    | 2 min                                    | Tresty                              | 8 min | Rozhodčí: Robin Šír Pavel Hodek Čároví: Dmitrij Sivov Sergej Šeljanin |
| 19                                       | 19                                       | Střely                              | 28 | Rozhodčí: Robin Šír Pavel Hodek Čároví: Dmitrij Sivov Sergej Šeljanin |

| 19. prosince 2015 16:00 SEČ | Švédsko | 1 : 3 (0:0, 1:1, 0:2) | Česko | VTB Ice Palace, Moskva Návštěvnost: 6 250 |  |

| Zpráva             |                    |                 |                                                             |                                                                                     |
| Markus Svensson    | Markus Svensson    | Brankáři        | Pavel Francouz                                              | Rozhodčí: Alexej Anisimov Vjačeslav Bulanov Čároví: Gleb Lazarev Alexander Otmachov |
| Oscar Möller 25:00 | Oscar Möller 25:00 | 1:0 1:1 1:2 1:3 | 30:59 Tomáš Vincour 49:29 Tomáš Filippi 55:27 Tomáš Zohorna | Rozhodčí: Alexej Anisimov Vjačeslav Bulanov Čároví: Gleb Lazarev Alexander Otmachov |
| 10 min             | 10 min             | Tresty          | 6 min                                                       | Rozhodčí: Alexej Anisimov Vjačeslav Bulanov Čároví: Gleb Lazarev Alexander Otmachov |
| 16                 | 16                 | Střely          | 20                                                          | Rozhodčí: Alexej Anisimov Vjačeslav Bulanov Čároví: Gleb Lazarev Alexander Otmachov |

| 20. prosince 2015 12:00 SEČ | Rusko | 2 : 4 (0:1, 2:3, 0:0) | Česko | VTB Ice Palace, Moskva Návštěvnost: 12 095 |  |

| Zpráva                                        |                                               |                         |                                                                                      |                                                                                 |
| Alexej Murygin                                | Alexej Murygin                                | Brankáři                | Dominik Furch                                                                        | Rozhodčí: Aleksi Rantala Stefan Fonselius Čároví: Dmitrij Sivov Sergej Šeljanin |
| Vladislav Kartajev 22:28 Viktor Antipin 25:09 | Vladislav Kartajev 22:28 Viktor Antipin 25:09 | 0:1 1:1 2:1 2:2 2:3 2:4 | 05:26 Tomáš Vincour 27:29 Tomáš Kundrátek 34:20 Martin Zaťovič 39:09 Richard Jarůšek | Rozhodčí: Aleksi Rantala Stefan Fonselius Čároví: Dmitrij Sivov Sergej Šeljanin |
| 6 min                                         | 6 min                                         | Tresty                  | 4 min                                                                                | Rozhodčí: Aleksi Rantala Stefan Fonselius Čároví: Dmitrij Sivov Sergej Šeljanin |
| 19                                            | 19                                            | Střely                  | 26                                                                                   | Rozhodčí: Aleksi Rantala Stefan Fonselius Čároví: Dmitrij Sivov Sergej Šeljanin |

| 20. prosince 2015 16:00 SEČ | Finsko | 1 : 2 SN (0:0, 0:1, 1:0 ; 0:0 ; 0:1) | Švédsko | VTB Ice Palace, Moskva Návštěvnost: 5 340 |  |

| Zpráva                                     |                                            |                                    |                                                                 |                                                                                  |
| Harri Säteri                               | Harri Säteri                               | Brankáři                           | Viktor Fasth                                                    | Rozhodčí: Roman Gofman Konstantin Olenin Čároví: Gleb Lazarev Alexander Otmachov |
| Jonas Enlund 45:25 Ilari Filppula Eero Elo | Jonas Enlund 45:25 Ilari Filppula Eero Elo | 0:1 1:1 Samostatné nájezdy 0:1 0:2 | 39:07 – Lucas Wallmark André Petersson Oscar Möller Linus Omark | Rozhodčí: Roman Gofman Konstantin Olenin Čároví: Gleb Lazarev Alexander Otmachov |
| 6 min                                      | 6 min                                      | Tresty                             | 8 min                                                           | Rozhodčí: Roman Gofman Konstantin Olenin Čároví: Gleb Lazarev Alexander Otmachov |
| 29                                         | 29                                         | Střely                             | 22                                                              | Rozhodčí: Roman Gofman Konstantin Olenin Čároví: Gleb Lazarev Alexander Otmachov |

## Tabulka

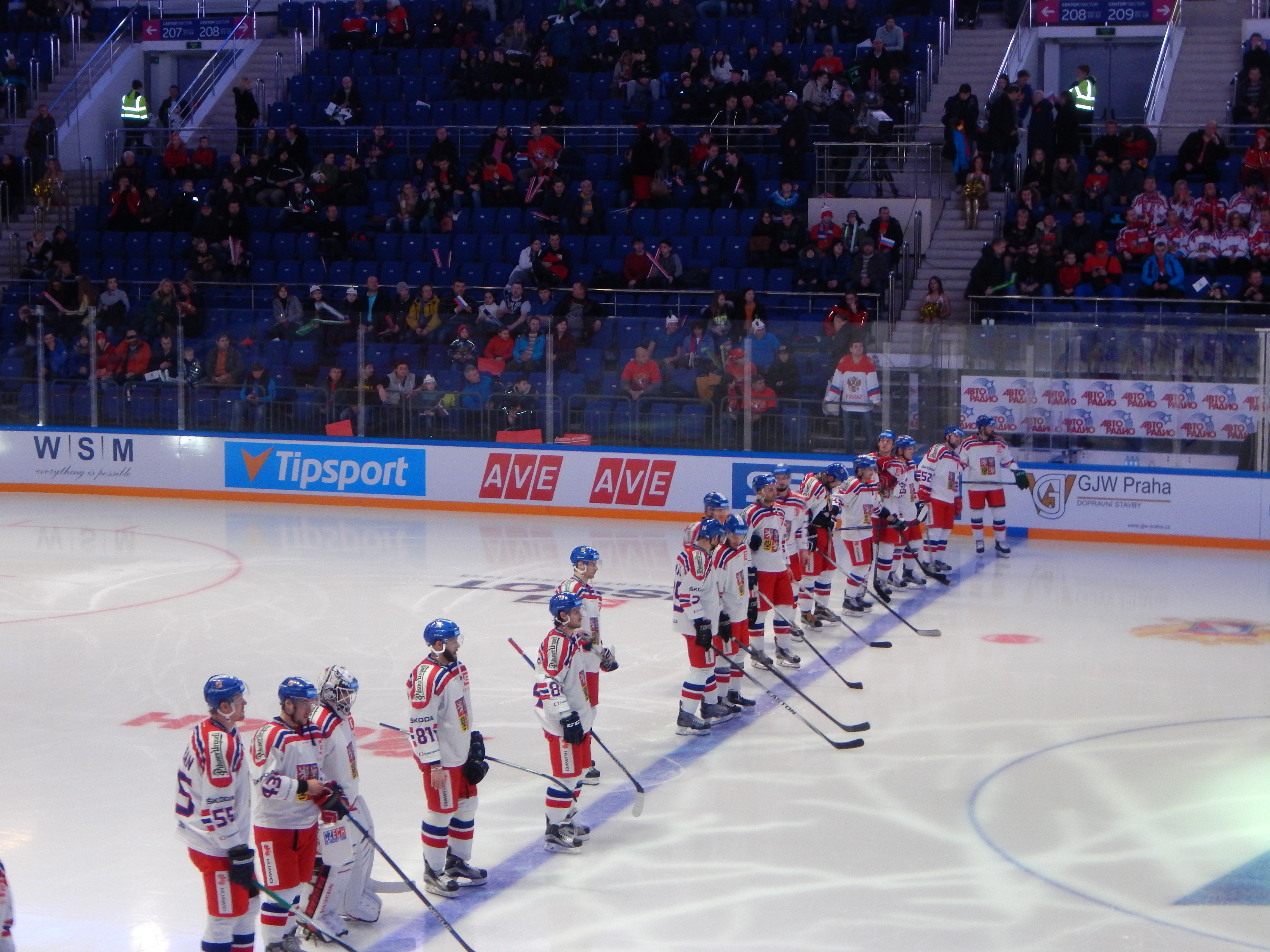
Český tým zvítězil na Poháru prvního programu popáté v historii

| Poř. | Tým     | Z | V | VP | PP | P | VG | OG | B |
| ---- | ------- | - | - | -- | -- | - | -- | -- | - |
| 1.   | Česko   | 3 | 2 | 0  | 0  | 1 | 7  | 6  | 6 |
| 2.   | Švédsko | 3 | 1 | 1  | 0  | 1 | 7  | 5  | 5 |
| 3.   | Finsko  | 3 | 1 | 0  | 1  | 1 | 5  | 10 | 4 |
| 4.   | Rusko   | 3 | 1 | 0  | 0  | 2 | 11 | 9  | 3 |

## Soupisky hráčů

### Soupiska českého týmu
Trenér Vladimír Vůjtek nominoval v nominaci celkem 24 hráčů.
- Hlavní trenér: Vladimír Vůjtek
- Asistent trenéra: Josef Jandač
- Asistent trenéra: Jiří Kalous
- Asistent trenéra: Jaroslav Špaček

| Brankáři | David Rittich   | BK Mladá Boleslav          |
|          | Dominik Furch   | Avangard Omsk              |
|          | Pavel Francouz  | Traktor Čeljabinsk         |
| Obránci  | Tomáš Voráček   | BK Mladá Boleslav          |
|          | Jakub Jeřábek   | HC Škoda Plzeň             |
|          | Milan Doudera   | HC Oceláři Třinec          |
|          | Radim Šimek     | Bílí Tygři Liberec         |
|          | Jan Rutta       | Piráti Chomutov            |
|          | Michal Kempný   | Avangard Omsk              |
|          | Jan Kolář       | Amur Chabarovsk            |
|          | Tomáš Kundrátek | Dinamo Riga                |
| Útočníci | Tomáš Zohorna   | Amur Chabarovsk            |
|          | Richard Jarůšek | BK Mladá Boleslav          |
|          | Jakub Valský    | Bílí Tygři Liberec         |
|          | Jan Buchtele    | HC Škoda Plzeň             |
|          | Jan Kovář       | Metallurg Magnitogorsk     |
|          | Milan Gulaš     | Färjestad BK               |
|          | Jan Buchtele    | HC Sparta Praha            |
|          | Martin Zaťovič  | HC Lada Togliatti          |
|          | Jan Kovář       | Metallurg Magnitogorsk     |
|          | Tomáš Filippi   | Metallurg Magnitogorsk     |
|          | Petr Koukal     | Avtomobilist Jekatěrinburg |
|          | Roman Horák     | HK Viťaz Moskevská oblast  |
|          | Lukáš Radil     | HK Spartak Moskva          |
|          | Tomáš Vincour   | HK Sibir Novosibirsk       |
|          | Milan Gulaš     | Färjestad BK               |

## Galerie
Náhledy

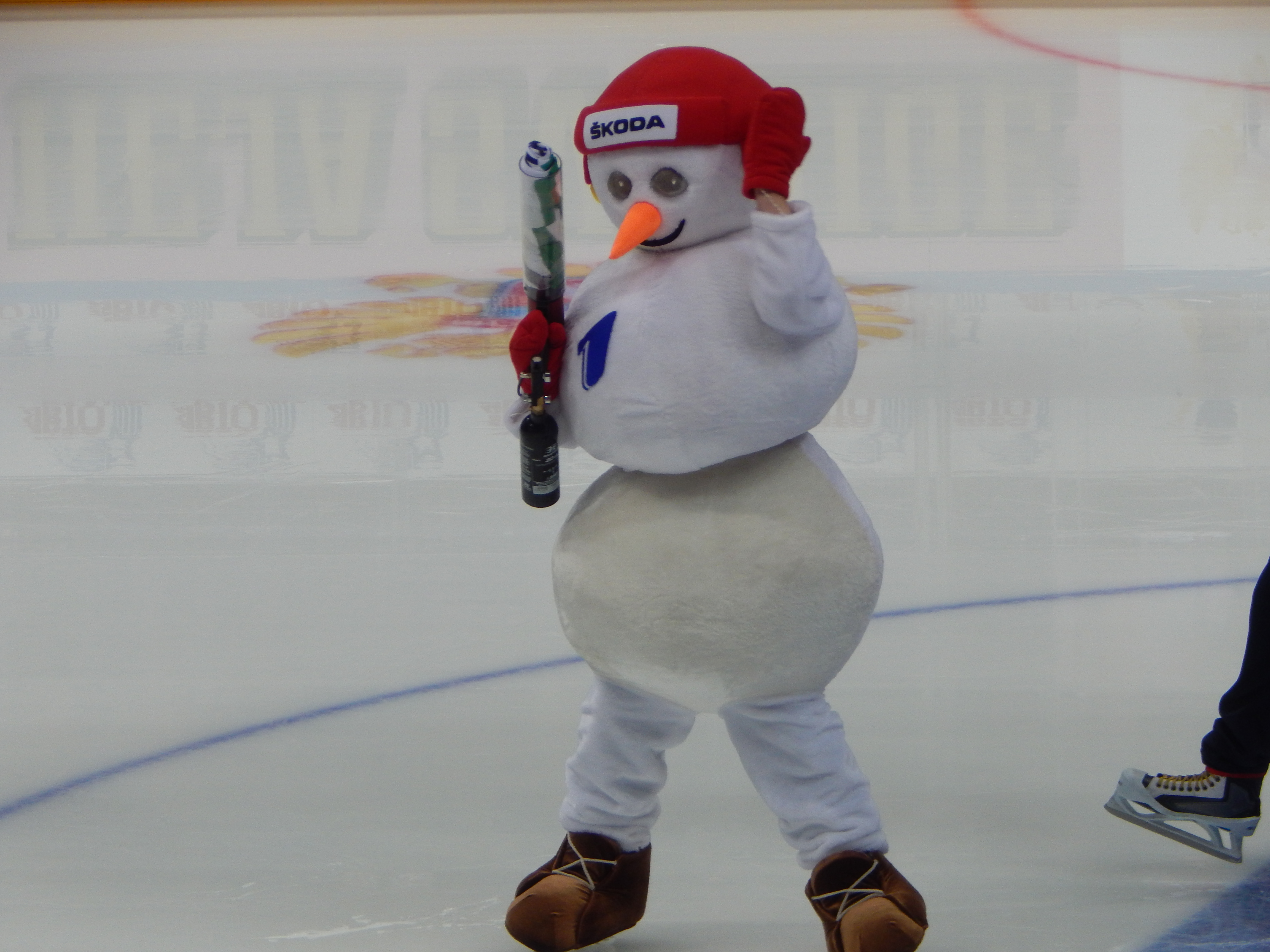
maskot turnaje Snowman
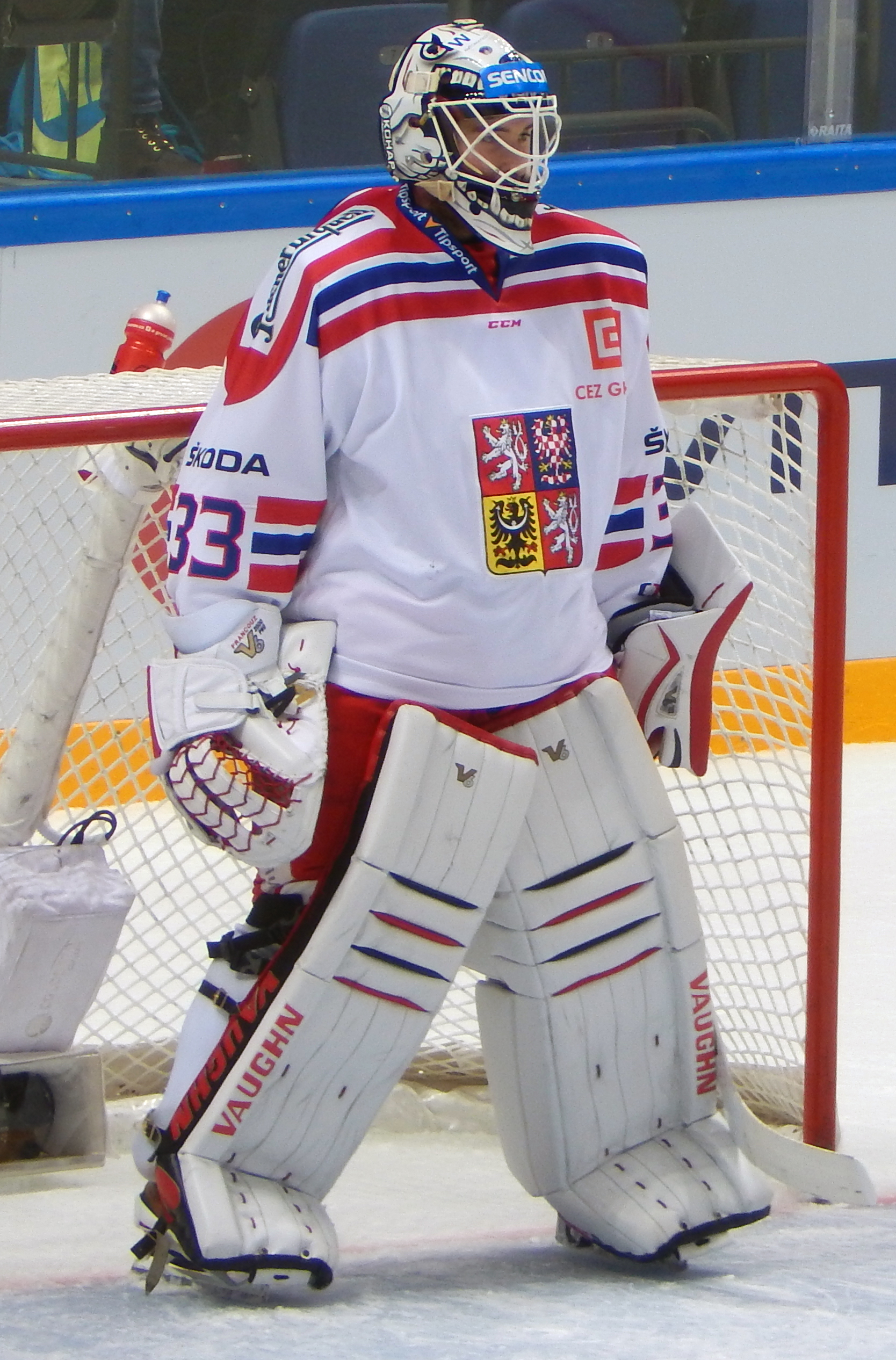
český gólman Pavel Francouz v utkání proti Švédsku
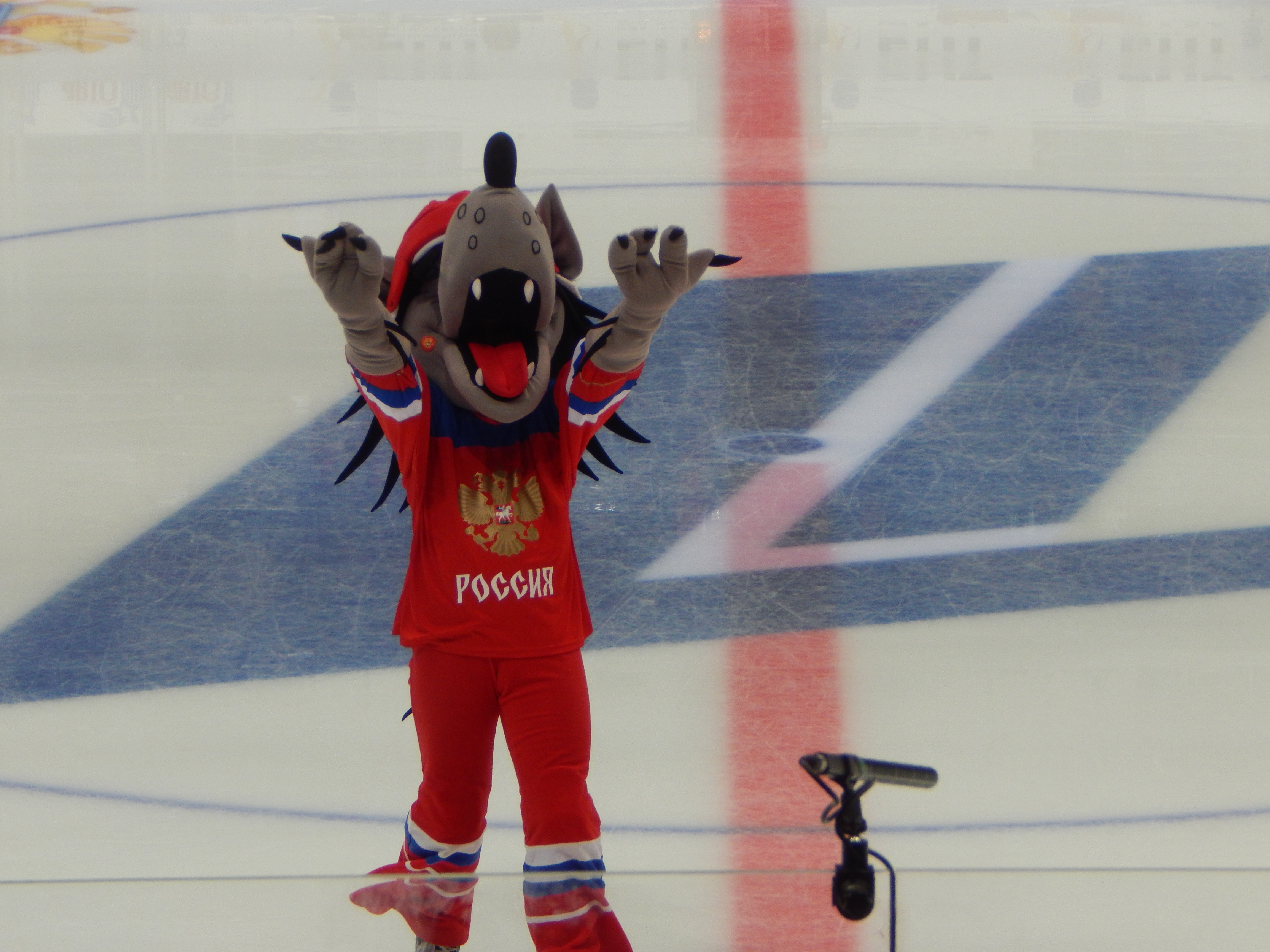
maskot ruského národního týmu Volk
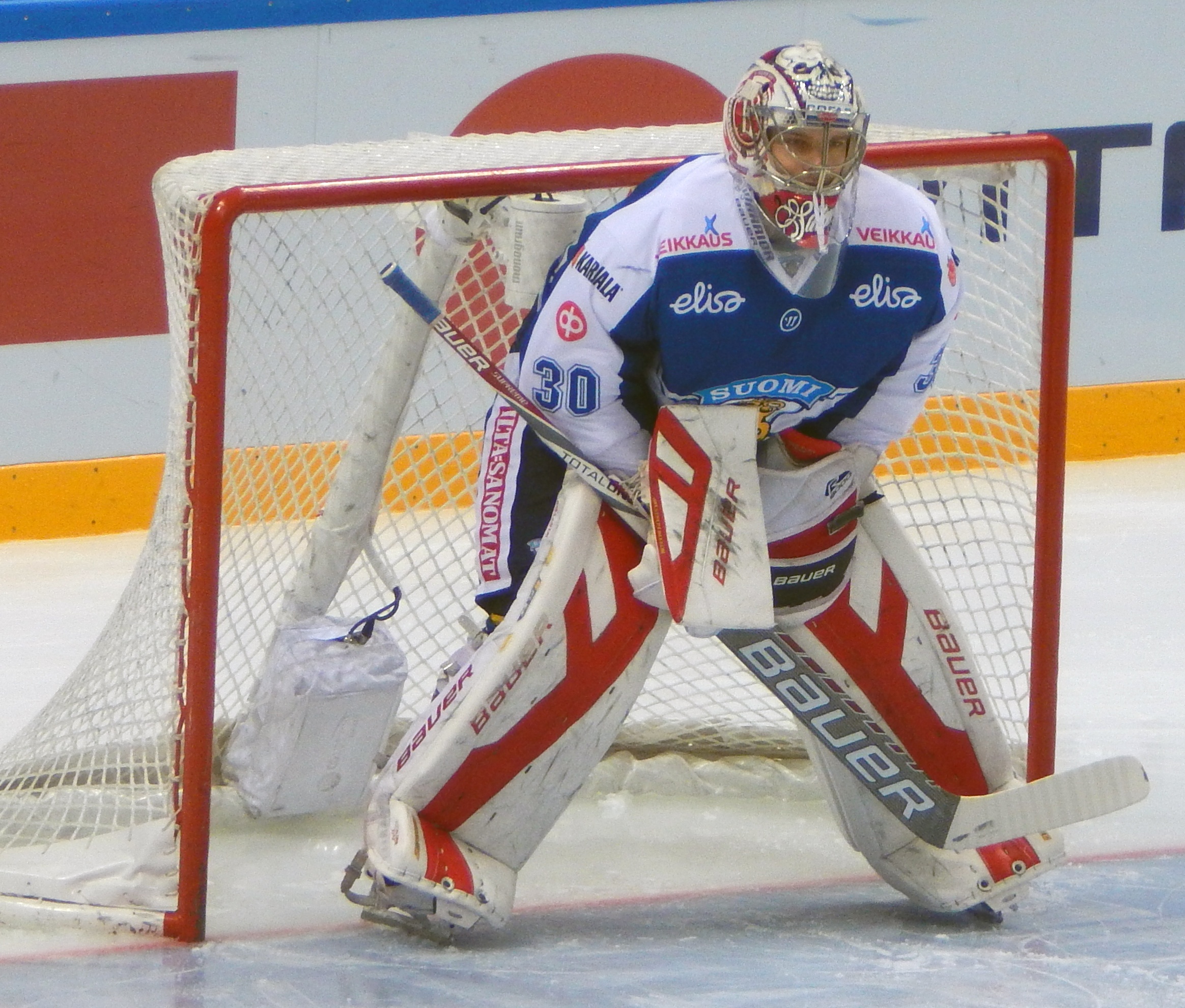
finský brankář Harri Säteri v utkání proti Švédsku
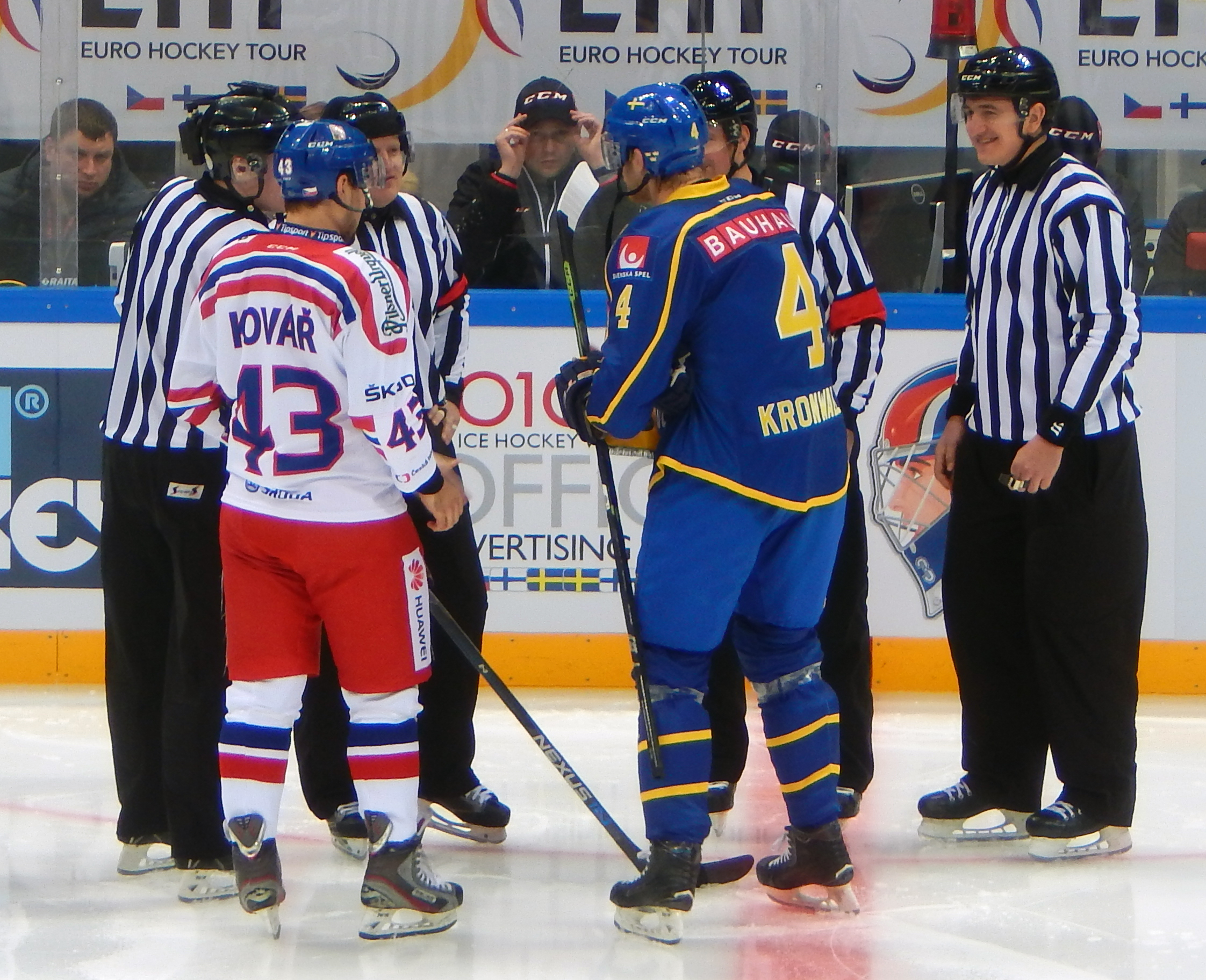
kapitáni Staffan Kronwall a Jan Kovář před utkáním Švédsko-Česko
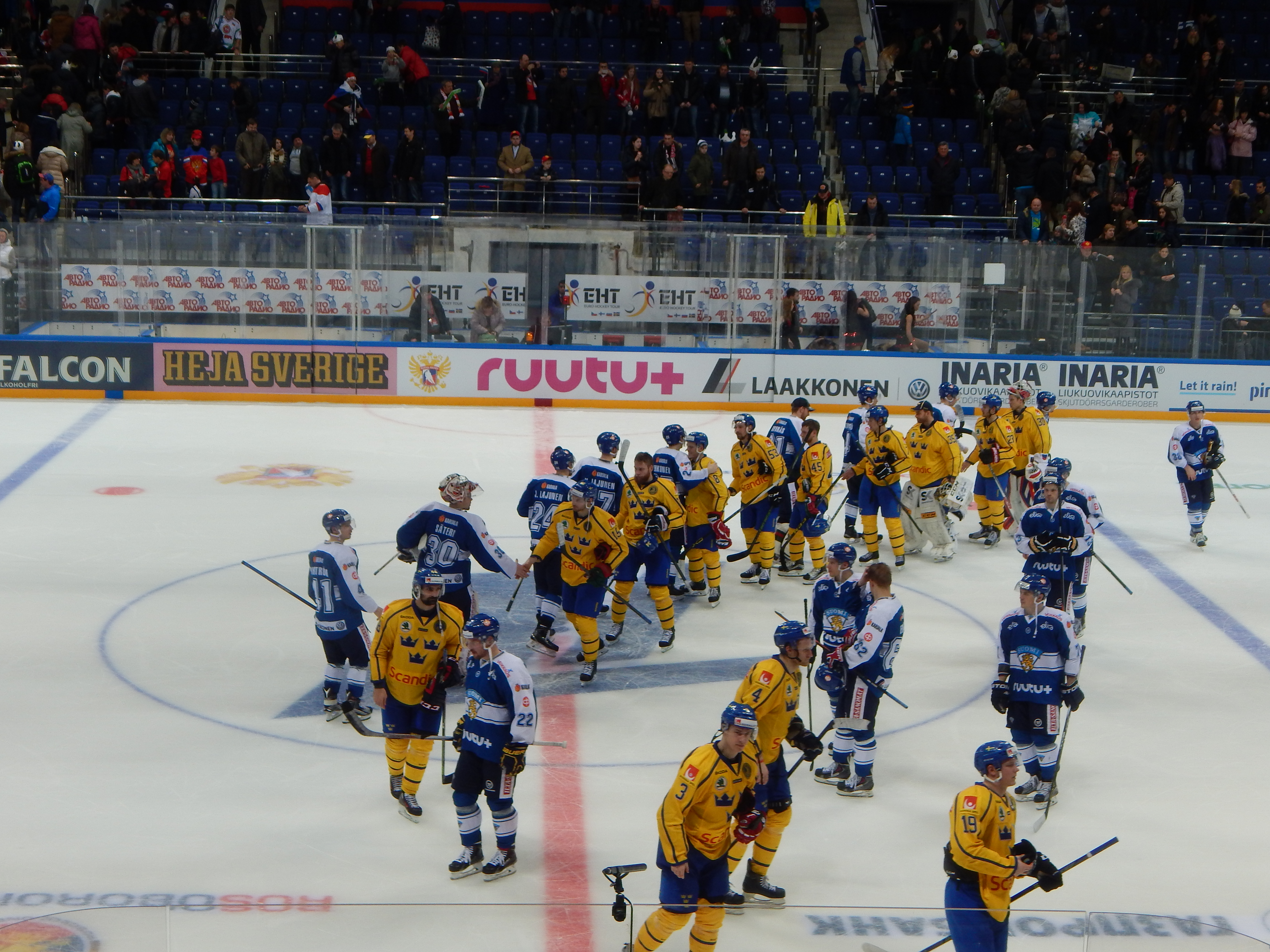
závěrečný ceremoniál po utkání mezi Finskem a Švédskem